# Aganippe winsori
Aganippe winsori là một loài nhện trong họ Idiopidae.
Loài này thuộc chi Aganippe. Aganippe winsori được Faulder miêu tả năm 1985.